# Dolerus zhelochovtsevi
Dolerus zhelochovtsevi är en stekelart som beskrevs av Heidemaa och Viitasaari 2005. Dolerus zhelochovtsevi ingår i släktet Dolerus, och familjen bladsteklar. Enligt den finländska rödlistan är arten starkt hotad i Finland. Arten är reproducerande i Sverige. Artens livsmiljö är fuktiga gräsmarker, dikesrenar.